# レナート・シモーニ

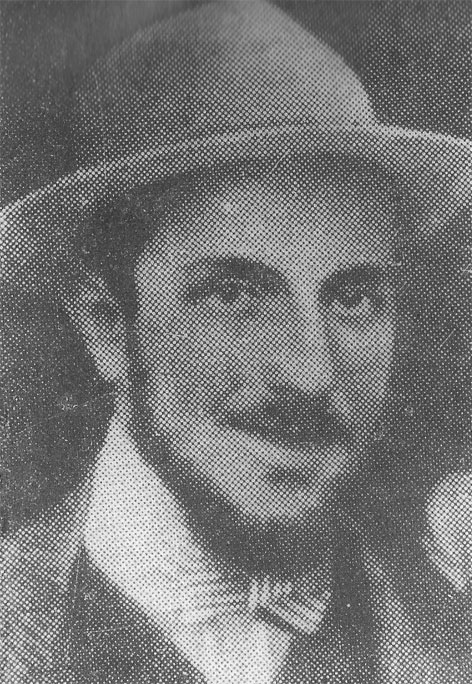
レナート・シモーニ

レナート・シモーニ（Renato Simoni, 1875年9月5日 - 1952年7月5日 ）はイタリアの劇作家、オペラ台本作家、演劇評論家、映画監督である。ジュゼッペ・アダーミと共同でプッチーニのオペラ『トゥーランドット』（未完作、初演1926年）の台本を著したことで有名。
ヴェローナに生まれる。はじめジャーナリズムの世界に入り、1894年からは生地ヴェローナの「アディジェ」紙の演劇評を担当、やがてミラノに移り、1903年には権威ある日刊紙「コリエレ・デッラ・セラ」紙の編集委員、1913年からはその死まで同紙でも演劇評論を担当した。また1906年からは1924年までは高名な劇作家ジュゼッペ・ジャコーザの死に伴い、文芸誌「ラ・レットゥーラ」の編集者も兼任、この頃にプッチーニの知遇を得たと考えられている。
1915年にはウンベルト・ジョルダーノに『マダム・サン＝ジェーヌ』の台本を提供している。
シモーニは18世紀ヴェネツィアの劇作家カルロ・ゴッツィの研究家としても有名で、ゴッツィの生涯を描いた舞台劇なども著していた。1920年の3月頃、プッチーニにゴッツィ作『トゥーランドット』のオペラ化を提案したのはこのシモーニであったと考えられている。シモーニは、同じくオペラ台本作家のジュゼッペ・アダーミと共同で『トゥーランドット』台本を作成、同作は1924年にプッチーニが未完のまま死去した後、アルファーノの補作を経て1926年に初演され、今日でも著名なオペラの一つとなっている。
シモーニはその後、ウィーンで上演されている多くのオペレッタをイタリア語に翻訳、紹介している他、1930年代には映画監督としても活動していた。
1952年にミラノで死去。